# Cédric Ondo Biyoghé
Cédric Ondo Biyoghé (17 agosto 1994) è un calciatore gabonese, centrocampista del Mounana e della Nazionale gabonese.

## Carriera

### Club
Ha giocato per due squadre gabonesi, il Cercle Mbéri dal 2012 al 2014 e il Mounana dal 2015.

### Nazionale
Esordisce in Nazionale il 5 marzo 2014 in un'amichevole in trasferta a Marrakech contro il Marocco pareggiata 1-1, nella quale entra al 92'. Nel 2016 partecipa al Campionato delle Nazioni Africane in Ruanda, competizione riservata a squadre nazionali formate solo da calciatori che giocano nel campionato del paese, venendo eliminato alla fase a gironi. Nel 2017 viene convocato per la Coppa d'Africa in Gabon.

## Statistiche

### Cronologia presenze e reti in Nazionale
| Cronologia completa delle presenze e delle reti in nazionale ― Gabon | Cronologia completa delle presenze e delle reti in nazionale ― Gabon | Cronologia completa delle presenze e delle reti in nazionale ― Gabon | Cronologia completa delle presenze e delle reti in nazionale ― Gabon | Cronologia completa delle presenze e delle reti in nazionale ― Gabon | Cronologia completa delle presenze e delle reti in nazionale ― Gabon | Cronologia completa delle presenze e delle reti in nazionale ― Gabon | Cronologia completa delle presenze e delle reti in nazionale ― Gabon |
| Data                                                                 | Città                                                                | In casa                                                              | Risultato                                                            | Ospiti                                                               | Competizione                                                         | Reti                                                                 | Note                                                                 |
| -------------------------------------------------------------------- | -------------------------------------------------------------------- | -------------------------------------------------------------------- | -------------------------------------------------------------------- | -------------------------------------------------------------------- | -------------------------------------------------------------------- | -------------------------------------------------------------------- | -------------------------------------------------------------------- |
| 5-3-2014                                                             | Marrakech                                                            | Marocco                                                              | 1 – 1                                                                | Gabon                                                                | Amichevole                                                           | -                                                                    | 92’                                                                  |
| 10-1-2016                                                            | Njeru                                                                | Uganda                                                               | 1 – 1                                                                | Gabon                                                                | Amichevole                                                           | -                                                                    | 69’                                                                  |
| 16-1-2016                                                            | Kigali                                                               | Gabon                                                                | 0 – 0                                                                | Marocco                                                              | Campionato Nazioni Africane 2016                                     | -                                                                    |                                                                      |
| 20-1-2016                                                            | Kigali                                                               | Ruanda                                                               | 2 – 1                                                                | Gabon                                                                | Campionato Nazioni Africane 2016                                     | -                                                                    | 46’                                                                  |
| 24-1-2016                                                            | Butare                                                               | Costa d'Avorio                                                       | 4 – 1                                                                | Gabon                                                                | Campionato Nazioni Africane 2016                                     | -                                                                    |                                                                      |
| Totale                                                               |                                                                      | Presenze                                                             | 5                                                                    |                                                                      | Reti                                                                 | 0                                                                    |                                                                      |